# Сет Бауер
Сет Бауер (англ. Seth Bauer, 25 вересня 1959) — американський академічний веслувальник.
Бронзовий призер Олімпійських Ігор 1988 року в складі вісімки.
Чемпіон світу 1987 року в складі вісімки, бронзовий призер 1981 року в складі вісімки.